# Iwodžima
Iwodžima (japonsky: 硫黄島, oficiálně Iótó, často ale i Iódžima, česky: Ostrov síry) je vulkanický ostrov patřící Japonsku. Leží přibližně 1200 km jižně od Tokia (24°47' s. š., 141°19' v. d.) a je součástí Vulkánových ostrovů, které tvoří jižní část ostrovů Ogasawara.
Slavným se ostrov stal díky bitvě, kterou tu vybojovaly Spojené státy a Japonsko v únoru a březnu 1945. Americká námořní pěchota ostrov obsadila až po extrémně krvavých bojích.
Ostrov má rozlohu přibližně 21 km². Jeho jediným nápadnějším bodem je hora Suribači (také Suribačijama), vyhaslý, 166 m vysoký vulkán. Jinak je Iwodžima zcela plochá, což je na ostrov vzniklý sopečnou činností neobvyklé.

## Název
Od 18. června 2007 se oficiální název ostrova změnil zpět na Iótó, jejž ostrov nosil před rokem 1945. Tó je pouze jiným čtením znaku šima 島, a tak se zápis názvu v japonských znacích ani význam názvu nemění.

## Historie

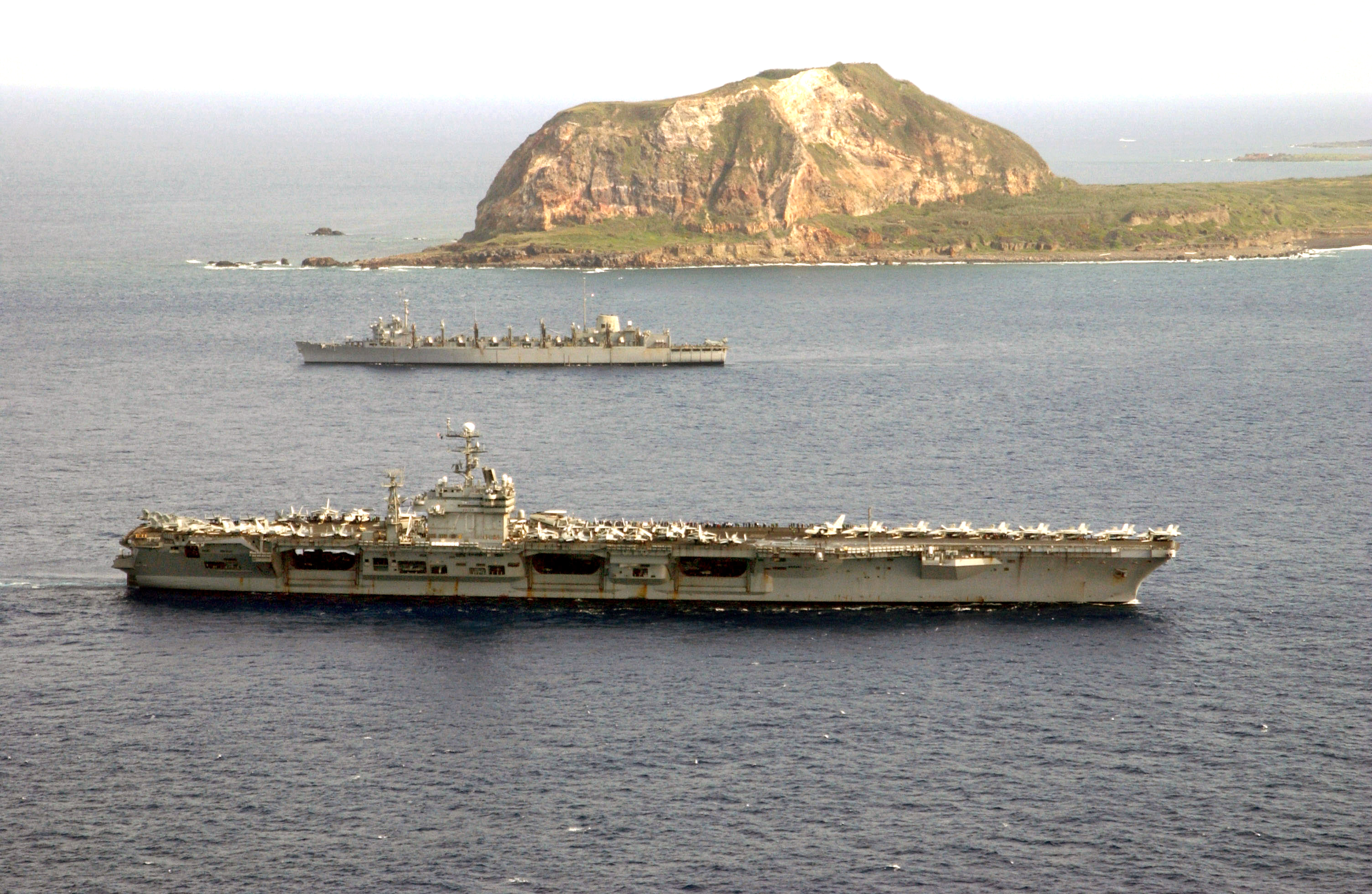
Letadlová loď USS Carl Vinson a podpůrná loď USS Sacramento před horou Suribači

Ostrov byl neobydlený až do počátku 19. století. Nakonec jej kolonizovalo Japonsko a v roce 1943 na ostrově žilo 1 100 japonských civilistů. Většina z nich byla zaměstnána buď v cukrovaru postaveném v severovýchodní části ostrova, nebo v sirném dole ve stejné oblasti. Všichni obyvatelé ostrova žili v pěti osadách na severní polovině ostrova. Nejsevernější z nich byla osada Kita (japonsky Sever), osada Niši (Západ) byla na severozápadě, největší osada Motojama ležela u dolu na síru a Higaši (Východ) a Minami (Jih) byly situovány v severovýchodní části ostrova Iwodžima.
Ostrov se stal dějištěm důležité bitvy druhé světové války. Bitva o Iwodžimu probíhala od 16. února 1945 do 26. března 1945 a jejím důsledkem bylo, že ostrov zůstal okupován Spojenými státy až do roku 1968. Právě na hoře Suribači pořídil 23. února 1945 Joe Rosenthal jednu z nejslavnějších fotografií celé války.
V současnosti na Iwodžimě nežijí žádní stálí obyvatelé. Je tu pouze umístěna základna japonského námořnictva. Pro vstup na ostrov je potřeba zvláštního povolení.